# Тоска (фильм-опера, 2001)
«То́ска» (итал. Tosca) — художественный кинофильм-опера режиссёра Бенуа Жако, поставленный в 2001 году, экранизация одноимённой оперы Джакомо Пуччини.

## Сюжет
Кинофильм-опера является экранизацией оперы «Тоска» Джакомо Пуччини, написанной по сюжету одноимённой драмы французского писателя Викторьена Сарду. Изложение сюжета см. в статье «Тоска».

## В ролях
| Актёр            | Роль              |
| ---------------- | ----------------- |
| Анджела Георгиу  | Флория Тоска      |
| Роберто Аланья   | Марио Каварадосси |
| Руджеро Раймонди | барон Скарпиа     |
| Маурицио Мураро  | Чезаре Анжелотти  |
| Энрико Фиссоре   | ризничий          |
| Давид Кангелози  | Сполетта          |
| Сорин Колибан    | Шарроне           |

## Музыканты
- Музыка была записана в Лондоне на студии Эбби-Роуд.
- Солисты, хор и оркестр театра Ковент-Гарден.
- Музыкальный руководитель и дирижёр — Антонио Паппано.

## Съёмочная группа
- Режиссёр: Бенуа Жако
- Продюсеры: Даниэль Тоскан дю Плантье, Дуглас Камминс
- Сопродюсеры: Альфред Юрмер, Дагмар Якобсен, Фредерик Зиклер
- Исполнительный продюсер: Жан-Пьерр Шеир
- Ассоциированный продюсер: Lévon Sayan
- Сценаристы: Луиджи Иллика и Джузеппе Джакоза по пьесе-драме Викторьена Сарду
- Композитор: Джакомо Пуччини
- Оператор: Ромен Виндинг
- Художники: Сильвен Шовело (художник-постановщик), Кристиан Гаск[фр.] (художник по костюмам), Joël Lavrut (художник по декорациям)
- Монтажёр: Люк Барнье[фр.]

## Съёмки
- Фильм снят в основном в Германии (Кёльн) и в Италии, в декорациях, изображающих три места действия: церковь Сант-Андреа-делла-Валле, Палаццо Фарнезе и Замок Святого Ангела в Риме.

## Издание на видео
- Неоднократно выпущен на DVD компаниями «Decca Records», «Arthaus Musik», «OpusArte», и др.